# Његуши (племе)
Његуши су били црногорско племе у Катунској нахији, у Црној Гори. Његушко племе је једно од оних из Катунске нахије — планинских насеља око Ловћена и сјеверно од њега, која су тврдо држала за себе да „од Косова“ нису давала Турцима харач, него у свој чистоти чувала „искру српске слободе“. Као и друга племена, и његушко се дијелило на крвне заједнице — братства. Једно од њих треба да су били Хераковићи, по Хераку или Ераку, од којих се издвојило уже братство Петровићи и братство Кујовићи. Друга грана су Раичевићи -по Раичу, и од њих треба да су и Радоњићи, звани Гувернадуровићи по гувернадурству у њиховом братству и Шуковићи.
Његушко племе је захватало Његушко Поље и западну подгорину планине Ловћена, која се уздиже над тим пољем. Око Његуша су са истока Цетињско Племе, са сјевера племе Ћеклићи, од запада и југа Бока. Главни дио панине чини Његушко Поље, у коме су села: Дуги До, Хераковићи, Копито, Врба и Раичевићи. На сјеверу од поља су: Вељи и Мали Залаз, а на југу: Жањев До, Мирац и Мајстори. По подацима из 1927. године племе Његуша. бројало је 450 домова. Кроз Његуш пролази пут од Цетиња за Котор, а и у стара времена је туда водио трговачки пут.
Његуши су право, старо и до данас очувано име. Илија Руварац вели, „да се је племе Његуши назвало тако по имену родоначелника Његуш званог, које име долази већ у листини једној латинској још године 1000-те"(Negusius Podcupica). Његуши се 1435. године помињу у венецијанским архивама на мјесту на коме су, и то јачином 400 кућа. Јиречек држи да назив Његуши потиче од особног имена: „Његуши од Његуша (основа њего — тежити, његовати, упор. Његомир, Његослав, Његован, Његота)". Он наводи да име Његуш — Niegusz постоји у Пољској, а забиљежено је и у Херцеговини 1740. године, а и другдје. Владика Василије у својој „Историји о Черној Гори“ Његуше назива Његошима. У почетку 17. вијека (1614) имали су двјеста домова, са 480 оружаних људи.
Племе је постало много прије времена, када га налазимо први пут споменутим, свакако прије немањићке државе. Основали су га без сумње Зећани, који су у давна времена имали катуне у Његушу и на Ловћену. Према старини у Његушима живе два слоја: стари Његуши и досељеници. Старосједиоци су братства, чији су преци стварали ово племе и која су била у Његушима још у 15. вијеку. Они чине сада једну трећину племена. Од њих су половина потомци старих Зећана, а половина је поријеклом из Босне. Од многих братстава из Зете, која су највећим дијелом, потиснута од досељеника, изумрла или иселила, главну групу су чинили Вељекрајци, названи тако по једном дијелу Његушког Поља, у коме су становали. Од њих су у 17 вијеку била два црногорска митрополита, а можда је и владика Руфим I био родом Његуш. Од старосједилаца поријеклом су из Босне Пуношевићи, који се дијеле у неколико ужих братстава. Од њиховог рода Богдановића били су његушки кнежеви за цијело вријеме.
Од краја 15 вијека и касније долазе у Његуше ускоци са разних страна. Од њих су се највише развила и истакла два сродна братства, Хераковићи и Раичевићи. Према предаји воде они поријекло од браће Херака и Раича, који су при паду Босне под Турке (1463), прешли под планину Његош, а одатле крајем 15 вијека у Његуше. Петар I Петровић Његош у једном од својих писмима пише да су његови преци дошли у Црну Гору из старе Херцеговине, испод планине Његош. Хераковићи се дијеле на Петровиће и Поповиће, а Раичевићи на Радоњиће, Подубличане и Пенде. Славе Ђурђевђан. Са неколико других досељеничких братстава, као што су Поповићи, поријеклом из Очинића, Кустудије из Бјелопавлића, Врбице из села Врбе у Херцеговини и др., они чине двије трећине племена. Још у 16 и 17 вијеку старосједиоци су чинили главну масу племена и имали су водство у њему. Њих су досељеници, намножавајући се, постепено потискивали тако, да су од краја 17. вијека, особито с избором владике Данила за црногорског митрополита добили превласт у племену потомци Херакови и Раичеви. Од Петровића је црногорска династија. Од Радоњића су бирани гувернадури у Црној Гори.
- Највећа и врло стара, вероватно и најстарија црква у Његушком пољу, која је уједно од старине саборна црква целог племена, посвећена Великој Госпођи саградили су још његушки старинци, а коју су касније на заузимање гувернадура Станислава Радоњића, проширили и обновили. Препис приложничког натписа на (десној) пријестолној икони „Исус Христос са апостолима“ у цркви Св. Госпође на Његушима, 76,5 х 113 цм, рад Максима Тујковића из 1720. године који гласи: „Сију икону писаше синови Станише Попова: Вукосав, поп Вуко, Иово и Марко, да (душу) почившима (покојнима) оцу Станиши и мајци Стани... Бог да их прости“. Овде се, дакле ради о синовима попа Станише Радоњића, од којих је поп Вуко отац каснијега црногорскога гувернадура Станислава или Стана који се спомиње у приложничком натпису сликара Рафаила Димитријевића из 1756. године у истој цркви и на истом иконостасу. Поп Станиша попов је иначе син попа Вучете Радоњинога, а брат попа Николе - Жутога и Рада. Управо од ова три брата - попа Станише, попа Николе Жутога и Рада, Радоњићи се дијеле на Станишиће-Гувернадуровиће, Жутковиће и Радовиће.

Ераковићи су имали обичај да на Ловћен износе крсте на Тројичиндан.

## Познати Његуши
- Петровићи Његоши
- Данило I Петровић Његош
- Сава Петровић Његош
- Василије Петровић
- Петар I Петровић Његош
- Петар II Петровић Његош
- Данило Петровић
- Мирко Петровић Његош
- Никола I Петровић
- Данило Петровић
- Мирко Петровић Његош
- Михаило Петровић Његош
- Никола II Петровић
- Зорка Карађорђевић
- Милица Николајевна
- Јелена Савојска
- Ана од Батенберга
- Ксенија Петровић Његош
- Вјера Петровић Његош
- Стано Радоњић
- Станислав Вуколајев Радоњић
- Вукајло Радоњић
- Јован Радоњић
- Вуколај Радоњић
- Лука Радоњић
- Катарина Радоњић
- Машо Врбица
- Ђина Врбица
- Јово Бећир
- Момчило Оташевић
- Andrija Popović